# 托马斯·曼宁 (汉学家)
托马斯·曼宁（Thomas Manning，1772年11月8日—1840年），汉名万宁，英国诺福克郡布鲁姆人，是欧洲漢學家中的首位世俗人士，也是第一位到达拉萨的英国人。

## 生平

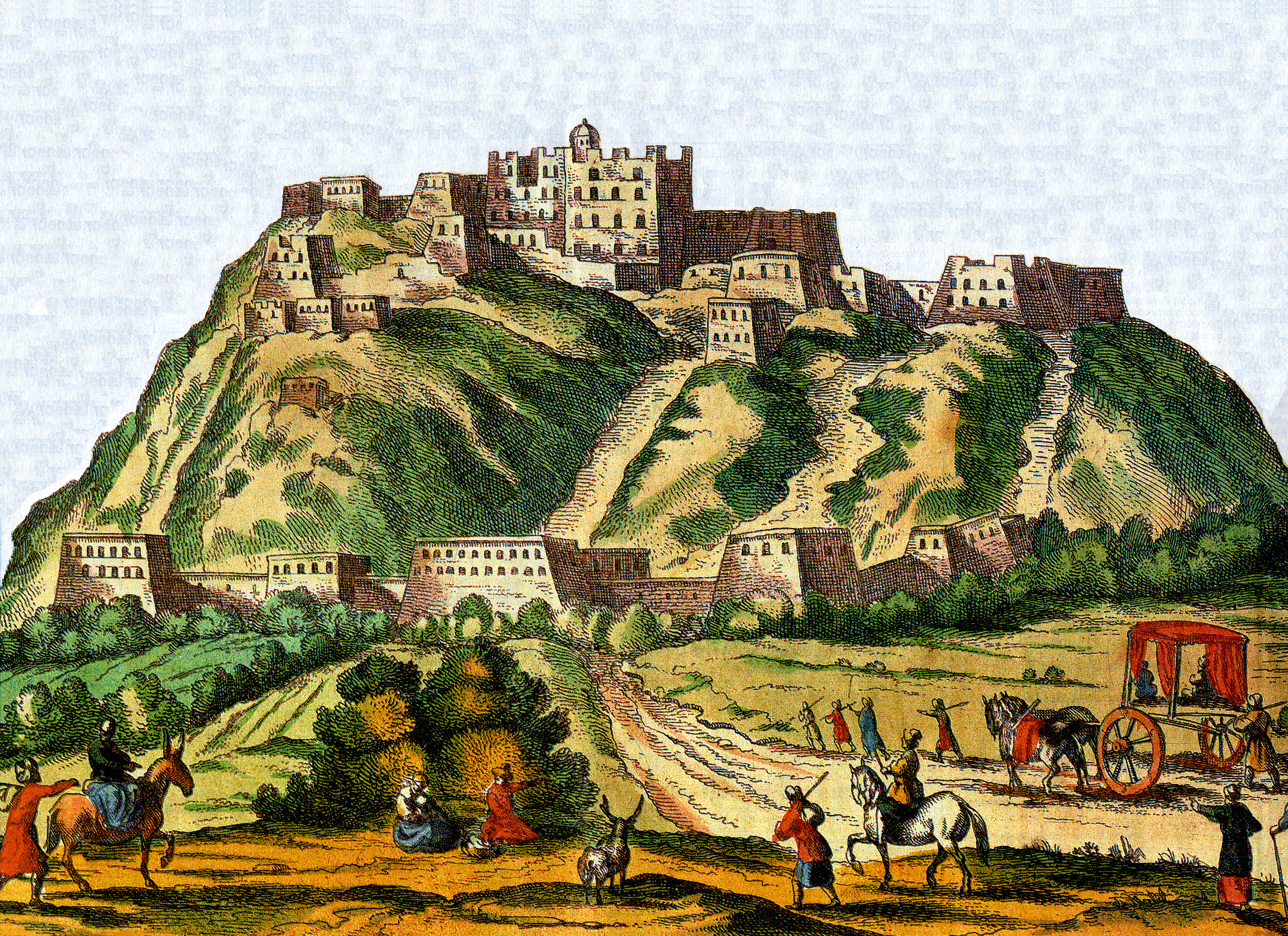
拉萨布达拉宫，来自(阿塔納斯·珂雪：《中國圖說》，1667）或Johann Grueber，1661

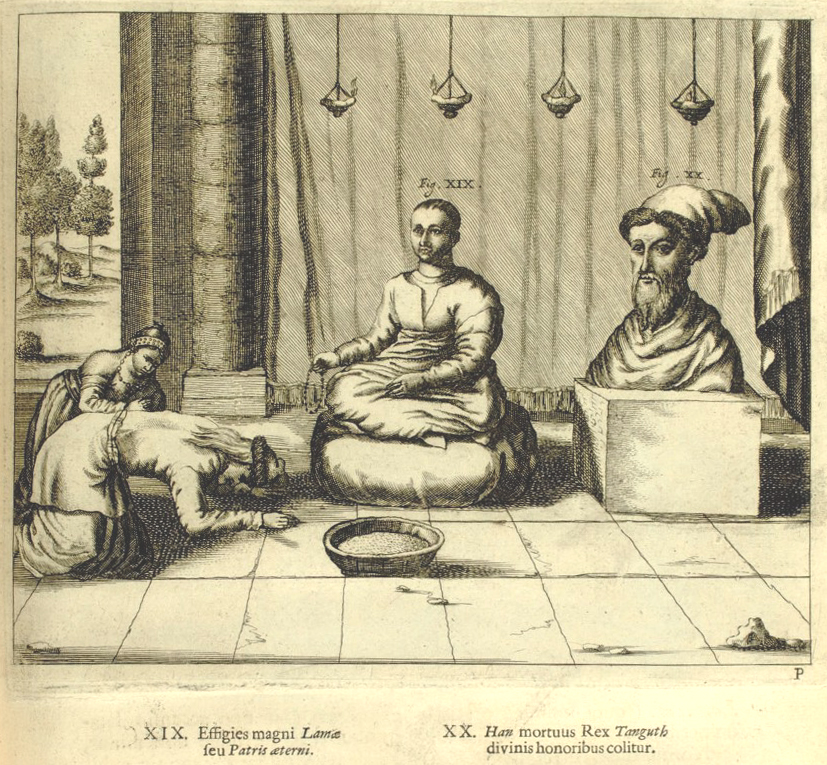
达赖喇嘛（珂雪：《中國圖說》，1667)

曼宁出生在布鲁姆。中学毕业后，曼宁进入剑桥大学冈维尔与凯斯学院学习数学，但“因为顾忌而影响考试”，曼宁没有毕业。曼宁长期致力于中国研究，他从1800年到1803年在法国巴黎研究医药和中文。他赴“天朝”的中心游历的愿望促使他在1807年到广州，后于1810年到印度加尔各答。此后，曼宁在一位中国仆人的陪同下，未经政府批准便来到了朗布尔。1811年10月29日，他到达了西藏边境的不丹帕罗宗，在那里他见到了一位中国将军及其军队。曼宁成功地为这支中国军队的病员治疗了疾病，此后他获准在该部队充当军医，随军行进。通过该途径，他终于到达了西藏拉萨，在那里他逗留了几个月。曼宁不仅成了第一位到达拉萨的英国人，也成为了第一位获得达赖喇嘛接见的英国人，受到九世达赖喇嘛接见。五个月后，他被迫返回印度。
1817年，曼宁作为英国代表团的成员，首次到中国内地。但代表团未获中国清朝嘉庆帝的接受，几天后被清廷命令离开北京。回到英国之后，他会见了正在圣赫勒拿岛上遭流放的拿破仑，拿破仑在该岛于英国的管束下度过的最后6年的生命。
1840年，曼宁在英格兰达特福德附近的家中逝世。

## 著作
曼宁从未出版过任何有关其旅行的著作。曼宁去世后，其遊記在皇家地理学会秘书克莱门茨·马卡姆爵士的努力下于1876年出版。
榮赫鵬的著作引用了曼宁的遊記對於清廷與西藏關係的觀察：由於西藏是個遙遠又生活不舒適的地方，清廷通常把犯錯的官員派到西藏，由這些人品不好的官員統治西藏很糟糕。如果藏人看到清廷在西藏的勢力被推翻，不會有多少遺憾的情緒。曼宁的遊記描述了他见到5岁的九世达赖喇嘛的情景：“这个漂亮和令人着迷的人吸引了我的全部注意力，同这位受过良好教育的小王子交谈令人愉快。（the nice and fascinating figure caught my whole attention and it was a pleasure to talk to this well educated little prince.）”他也描述了汉人占据西藏的情景：“我惊异于所有东西看起来都那么汉化。（I was struck with the appearance of everything being perfecly Chinese.）”如果说他对布达拉宫印象十分深刻的话，那么他的崇敬也就止于那里。他说，“如果说宫殿超出了我的期望的话，那么也可以说城镇远低于我的预期。那里显得毫无亮点，毫不悦目。住房都被泥巴和污垢所污损。街上满是狗，有的狂吠并啃食着路边堆着的几块皮子，散发出了停尸房的气味；有的一瘸一拐，面色铁青；有的身上溃烂；有的忍饥挨饿乃至垂死，被乌鸦啄食；有的已死，并被吃掉。简言之，一切看起来都恶劣而阴暗，让人不禁难以相信这是真实的。（If the palace had exceeded my expectations, the town as far fell short of them. There is nothing striking, nothing pleasing in its appearance. The habitations are begrimed with smut and dirt. The avenues are full of dogs, some growling and gnawing bits of hide which lie around in profusion, and emit a charnel-house smell; other limping and looking livid; others ulcerated; others starved and dying, and pecked at by the ravens; some dead and preyed upon. In short everything seems mean and gloomy, and excites the idea of something unreal.）”
查爾斯·蘭姆的文章《有关烤猪的论文》中稱曼宁為“朋友M.（friend M.）”，"Elia"宣称从朋友M.获得了一份中文手稿《有关烤猪的论文》。不少曼宁写给查爾斯·蘭姆的信留存至今，G.A. Anderson编辑後于1925年出版。

## 延伸阅读

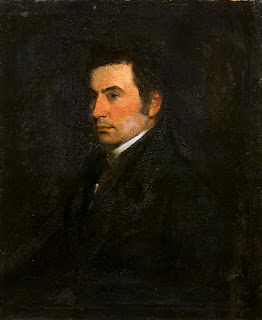
托马斯·曼宁的油画肖像，藏于伦敦皇家亚洲学会

- MARKHAM, Clements R., Narratives of the Mission of Georges Bogle to Tibet and of the Journey of Thomas Manning to Lhasa, New Delhi: Cosmo Publications, 1910 [1876] (Indian Historical Researches, 42).